# Kanton El Pan
Der Kanton El Pan befindet sich in der Provinz Azuay im Süden von Ecuador. Er besitzt eine Fläche von 132,8 km². Im Jahr 2020 lag die Einwohnerzahl schätzungsweise bei 3090. Die Bevölkerungsentwicklung ist rückläufig. Verwaltungssitz des Kantons ist die Ortschaft El Pan mit etwa 486 Einwohnern (Stand 2010). Der Kanton El Pan wurde im Jahr 1992 eingerichtet.

## Lage
Der Kanton El Pan befindet sich im Nordosten der Provinz Azuay. Das Gebiet liegt in den Anden. Der Río Collay, ein rechter Nebenfluss des Río Paute, durchquert den Kanton und entwässert ihn nach Norden. Die Fernstraße E40 von Cuenca nach Santiago de Méndez führt durch den Kanton und an dessen Hauptort vorbei.
Der Kanton El Pan grenzt im Westen an den Kanton Gualaceo, im Nordwesten an den Kanton Guachapala, im Nordosten an den Kanton Sevilla de Oro sowie im Südosten an die Kantone Limón Indanza und Santiago der Provinz Morona Santiago.

## Verwaltungsgliederung
Der Kanton El Pan ist in die Parroquia urbana („städtisches Kirchspiel“)
- El Pan

und in die Parroquia rural („ländliches Kirchspiel“)
- San Vicente

gegliedert.